# Гиперзаряд
Гиперзаря́д (обозначается Y) частицы — сумма барионного числа B и ароматов: странности S, очарования C, прелести B´ и истинности T:
{\displaystyle (1)\qquad Y=B+S+C+B^{\prime }+T.}
Изначально в определение гиперзаряда был включён только один аромат (странность), поскольку концепция гиперзаряда была введена в середине 1950-х годов, когда другие ароматы ещё не были открыты. Не следует путать гиперзаряд, связанный с сильным взаимодействием, со слабым гиперзарядом, который играет аналогичную роль в электрослабом взаимодействии.

## Электрический заряд и гиперзаряд
Формула Гелл-Манна — Нисидзимы связывает гиперзаряд частицы с её электрическим зарядом и проекцией изоспина:
{\displaystyle (2)\qquad Q=I_{z}+{1 \over 2}Y,}
где Iz — третья компонента изоспина, а Q — электрический заряд. Этот закон позволяет, в свою очередь, выразить гиперзаряд через проекцию изоспина и электрический заряд:
{\displaystyle (3)\qquad Y=2(Q-I_{z}).}
Изоспин создает мультиплеты частиц с одинаковым гиперзарядом, равным удвоенному среднему заряду по мультиплету:
{\displaystyle (4)\qquad Y=2{\bar {Q}},}
что легко выводится из (3), поскольку гиперзаряд одинаков для всех членов мультиплета, а среднее значение Iz по мультиплету равно нулю. Например, на рисунке квадруплет Δ-барионов с гиперзарядом +1 имеет средний заряд (−1 + 0 + 1 + 2)/4 = +1/2.
Примеры:

Декуплет барионов.

- нуклонная группа (протон+нейтрон) имеет средний заряд (1+0)/2 = +1/2, так что оба они имеют гиперзаряд Y = 1 (барионное число B = +1, значения ароматов равны 0). Из формулы Гелл-Манна — Нисидзимы получаем, что протон имеет проекцию изоспина, равную +1 − 1/2 = +1/2, а нейтрон имеет проекцию изоспина, равную 0 − 1/2 = −1/2.
- Это верно и для кварков: для u-кварка, у которого Q = +2/3 и Iz = +1/2, мы получаем гиперзаряд 1/3, который соответствует барионному числу (поскольку для создания бариона нужно 3 кварка, то кварки имеют барионное число ±1/3).
- Для s-кварка (странного кварка) с зарядом −1/3, барионным числом 1/3 и странностью −1 гиперзаряд равен Y = B + S = −2/3, откуда проекция изоспина Iz = Q − Y/2 = 0.

Гиперзаряды d- и u-кварков равны +1/3, а гиперзаряды остальных кварков равны их удвоенному электрическому заряду, поскольку для них изоспин равен нулю: s- и b-кварки («нижние») имеют гиперзаряд −2/3, а c- и t-кварки («верхние») — +4/3.

## Практическое устаревание идеи
Гиперзаряд — концепция, разработанная в середине XX века, чтобы организовать группы частиц в «зоопарке элементарных частиц» и описать законы сохранения, основанные на трансформациях частиц.  
Обозначим через d, u, s, b, c и t количества соответствующих кварков в системе (причем в эти числа кварк и антикварк дают вклады +1 и −1, соответственно). Учитывая, что ароматы кварков имеют знаки, совпадающие со знаком их электрических зарядов (S = −s, C = +c, B' = −b, T = +t), и что барионное число системы B = 1⁄3(d + u + s + b + c + t), можно выразить гиперзаряд системы через её кварковый состав:
{\displaystyle (5)\qquad Y={1 \over 3}(d+u-2s-2b+4c+4t).}
В современных описаниях адронного взаимодействия удобнее и нагляднее чертить диаграммы Фейнмана, которые прослеживают через сочетание отдельных кварков взаимодействия барионов и мезонов, чем считать гиперзаряды частиц. Слабый гиперзаряд, однако, всё ещё используется в различных теориях электрослабого взаимодействия.